# SLAMF8
SLAMF8‏ (SLAM family member 8) هوَ بروتين يُشَفر بواسطة جين SLAMF8 في الإنسان.